# Eupithecia albidior
Eupithecia albidior är en fjärilsart som beskrevs av Heinrich 1916. Eupithecia albidior ingår i släktet Eupithecia och familjen mätare. Inga underarter finns listade i Catalogue of Life.